# Spermina
La spermina appartiene alla classe delle poliammine ed è coinvolta nel metabolismo cellulare, è presente in tutte le cellule eucariotiche. Si forma a partire dalla spermidina per addizione di un gruppo amminopropilico ad opera dell'enzima spermina sintasi.
Si riscontra in numerosi organi e tessuti ed è un fattore di crescita essenziale per molti batteri. A valori di pH inferiori a 10 la spermina ha almeno un azoto protonato, a pH fisiologico ha tutti gli azoti protonati ed è dunque un policatione. La spermina si trova nel nucleo cellulare dove si associa con il DNA, stabilizzandone e condensandone la struttura a doppia elica.
La spermina, come molte poliammine, è in grado di stimolare la proliferazione cellulare.

## Usi
La spermina è utilizzata nei laboratori di biologia molecolare per la precipitazione di corte catene di DNA (>100 paia di basi) e nella purificazione e analisi di oligonucleotidi con particolari tecniche di elettroforesi. La spermina essendo un policatione (a pH fisiologico) ha elevata affinità per il DNA, che è un polianione e perciò può essere usata nella sintesi di vettori genici non virali. Le proteine e i complessi proteici possono essere precipitati usando la spermina. Un'altra applicazione ne prevede l'uso come matrice nella tecnica MALDI per le analisi di glicoconiugati e oligonucleotidi.

## Storia
Cristalli di fosfato di spermina sono stati descritti per la prima volta nel 1677, nel liquido seminale umano, da Anton van Leeuwenhoek. Nel 1878 Schreiner la interpretò come Sperminphosphat. Il nome spermina è stato usato per la prima volta dal chimico tedesco Albert Ladenburg e da Abel nel 1888. La struttura corretta della spermina è rimasta poco chiara fino al 1926 quando è stata identificata definitivamente dal 1923 al 1927 da Harold Dudley in Inghilterra e da Otto Rosenheim e F. Wrede in Germania.